# Penny

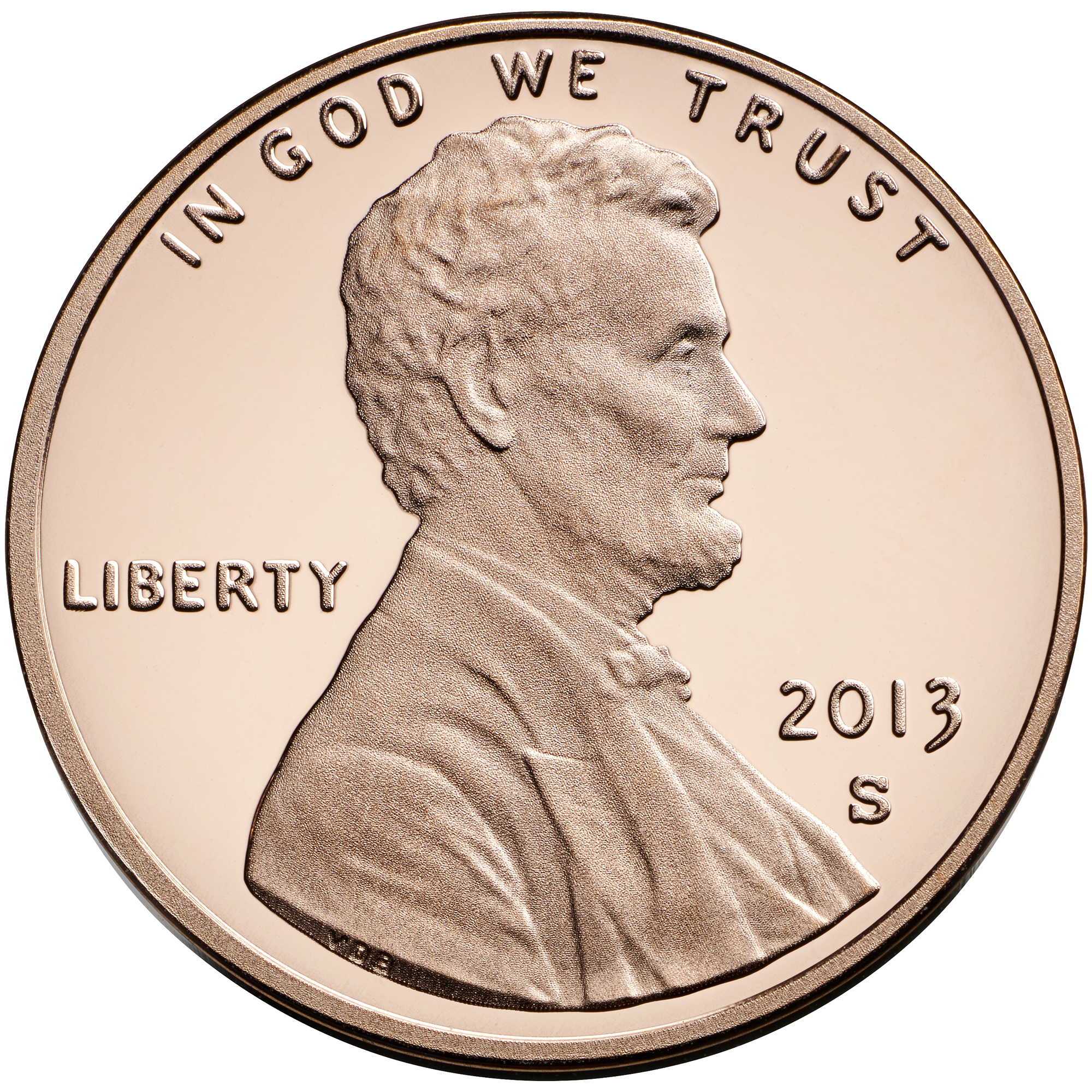
Penny statunitense

Un penny (plurale in inglese britannico pence; in inglese americano pennies) è una moneta o una valuta utilizzata in molte nazioni di cultura anglosassone.

## Valore
Il penny è in genere la denominazione di minor valore delle monete in circolazione.
- 1/100 della sterlina britannica (dal 1971/Decimal Day), della sterlina irlandese (1971–2001), della sterlina di Gibilterra, della sterlina delle Falkland.
- 1/240 della sterlina britannica e/o di quella irlandese prima del 15 febbraio 1971, o della sterlina scozzese prima del 1707, e delle valute di Australia, Nuova Zelanda e Sudafrica prima della decimalizzazione del sistema monetario di questi paesi.
- Penny è il nome comunemente usato, ma non ufficiale, per indicare la moneta da un cent, one cent piece negli Stati Uniti d'America e in Canada, moneta che vale 1/100 di dollaro. Questo termine non è usato dalla United States Mint o dalla Royal Canadian Mint che usano invece il termine cent.

Inoltre, varianti del termine penny che hanno la stessa radice sono, o sono state, monete di paesi non di lingua inglese:
- il fening è 1/100 del marco bosniaco;
- lo pfennig era 1/100 del marco tedesco;
- il penni era 1/100 del marco finlandese.

Negli Stati Uniti e in Canada il termine "penny" si utilizza anche al plurale, per indicare fisicamente un insieme di monetine da un penny o, genericamente, quando ci si riferisce a una quantità astratta di denaro.
Viceversa, in Inghilterra si utilizzano due distinte dizioni per il plurale di penny: "pence" quando ci si riferisce genericamente a una quantità di denaro in astratto, ad esempio l'espressione "one hundred pence" (cento pence) si utilizza per identificare una sterlina, mentre l'altro termine plurale "pennies" si usa quando ci si riferisce fisicamente a più monete da un penny: ad esempio, si usa dire "one hundred pennies" (cento pennies) per indicare cento monetine ciascuna delle quali da un penny.

## Altri usi
- Come nome, Penny è utilizzato nei paesi anglosassoni quale diminutivo di Penelope.
- In inglese "a penny for your thoughts" (un penny per i tuoi pensieri) è un modo di dire che indica interesse per quello che sta pensando l'interlocutore.